# اوترویش
اوترویش (به آلمانی: Otterwisch) یک شهر در آلمان است که در لایپتسیگ واقع شده‌است. اوترویش ۱٬۵۱۸ نفر جمعیت دارد.